# Ingo Buding
Ingo Dietmar Buding (Lovrin, Romania, 9 de gener de 1942 − Bandòu, França, 13 de març de 2003) fou un tennista professional de l'Alemanya Occidental. Va tenir dues germanes també tennistes Edda i Ilse.
Va participar en els Jocs Olímpics de Ciutat de Mèxic (1968), on el tennis fou esport de demostració i exhibició. Va disputar les tres proves d'exhibició aconseguint dues medalles. En categoria individual va guanyar la medalla d'argent després de ser superat per Rafael Osuna en la final, mentre que en dobles mixts també va guanyar la medalla d'argent fent parella amb Jane Bartkowicz. En dobles masculins fou eliminat en quarts de final amb Jürgen Fassbender com a company. Per contra, va participar en les tres proves de demostració sense èxit: individual, dobles masculins (amb Jürgen Fassbender) i dobles mixts (amb la seva germana Edda).
A banda d'aquesta edició dels Jocs Olímpics, el seu resultat més destacat fou arribar als quarts de final del Roland Garros (1965), torneig que prèviament havia guanyat en dues ocasions en categoria júnior.
L'any 1964 va rebre el guardó Silbernes Lorbeerblatt, màxima distinció esportiva d'Alemanya.